# Nicolas Sentous
Pour les articles homonymes, voir Sentous (homonymie).
Pas d'image ? Cliquez ici

a Compétitions nationales et continentales officielles uniquement.

Dernière mise à jour le 1 mai 2023.
Nicolas Sentous, né le 5 juillet 1980 à Toulouse, est un joueur de rugby à XV français qui évolue au poste de talonneur.

## Carrière
- Lombez Samatan club
- 2004-2008 : FC Auch
- 2008-2010 : CA Lannemezan
- 2010-2013 : Avenir castanéen
- 2013-2015 : Blagnac Rugby

## Palmarès
- Vainqueur du Championnat de France de Pro D2 en 2007 avec le FC Auch.
- Vainqueur du Bouclier européen en 2005 avec le FC Auch[2].